# Terina puncticorpus
Terina puncticorpus là một loài bướm đêm trong họ Geometridae.